# Henderson-Hundszahn
Der Henderson-Hundszahn (Erythronium hendersonii) ist eine Pflanzenart aus der Gattung Zahnlilien (Erythronium) innerhalb der Familie der Liliengewächse (Liliaceae).

## Beschreibung

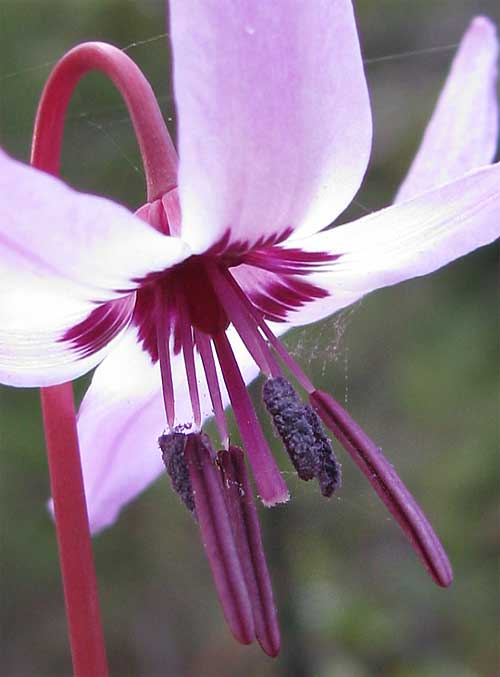
Blüte

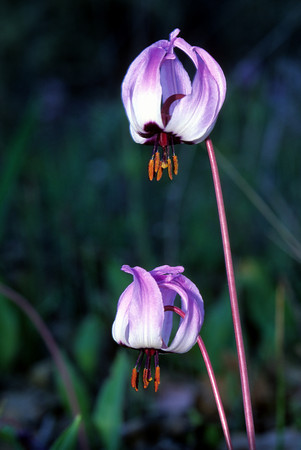
Nickende Blüten, bei denen die Blütenhüllblätter schon weit zurückgebogen sind

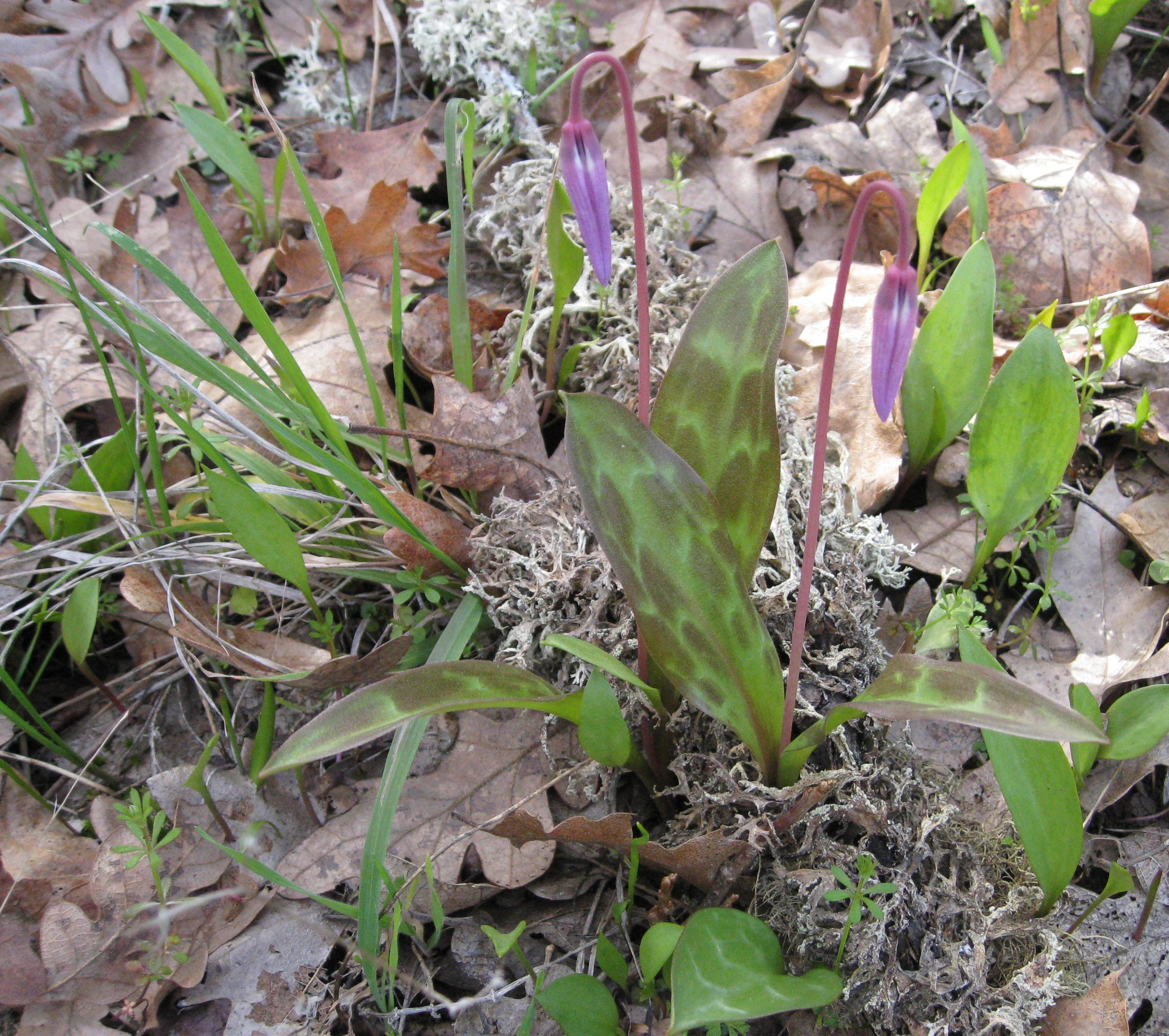
Habitus von unterschiedlich alten Pflanzenexemplaren, Laubblätter und Blütenknospen

### Vegetative Merkmale
Der Henderson-Hundszahn ist eine ausdauernde krautige Pflanze. Als Überdauerungsorgan bildet sie bei einer Länge von 40 bis 55 Millimetern schlanke Zwiebeln.
Erythronium umbilicatum besitzen während der vegetativen Phase ein bodenbürtiges, gestieltes Laubblatt, während der Blütezeit zwei. Die glatte Blattspreite ist bei einer Länge von 10 bis 25 Zentimetern länglich bis eiförmig, mehr oder weniger flach und grün mit unregelmäßigen braunen oder weißen Flecken. Der Blattrand ist glatt bis mehr oder weniger wellig.

### Generative Merkmale
Die Blütezeit reicht von April bis Mai. Der rötliche bis purpurfarbene Blütenstandsschaft ist 12 bis 30 Zentimeter lang. Der endständige, traubige Blütenstand enthält ein bis vier auffällige, nickende Blüten.
Die zwittrige Blüte ist dreizählig. Die sechs lila- bis rosafarbenen Blütenhüllblätter sind während der Anthese stark zurückgebogen und bei einer Länge von 18 bis 35 Millimetern breit-lanzettlich; sie werden Richtung oberen Enden dunkler und an ihrer Basis sind sie an der Oberseite dunkel-purpurfarben. Die inneren Blütenhüllblätter besitzen an ihrer Basis sackförmige Falten und sind an ihrer Basis kurz geöhrt.
Die sechs Staubblätter sind 10 bis 14 Millimeter lang. Die schlanken Staubfäden sind violett-purpurfarben und bei einer Breite von weniger als 0,8 Millimetern linealisch und nicht verbreitert. Die Staubbeutel sind hell-braun bis purpurfarben. Der oberständige Fruchtknoten besitzt ein eingebuchtes oberes Ende. Der violette Griffel ist von 6 bis 8 Millimeter lang und endet in einer einfachen oder dreilappigen Narbe, der Lappen höchstens 1 Millimeter lang sind.
Die aufrechten Kapselfrüchte sind bei einer Länge von 2 bis 4 Zentimetern verkehrt-eiförmig. Die Samen sind braun und verkehrt-eiförmig.

### Chromosomensatz
Die Chromosomengrundzahl beträgt x = 12; es liegt Diploidie mit einer Chromosomenzahl von 2n = 24.

## Vorkommen
Der Henderson-Hundszahn kommt in den westlichen USA nur vom südwestlichen Oregon bis nordwestlichen Kalifornien vor. Erythronium hendersonii wächst in trockenen Wäldern und auf Lichtungen in Höhenlagen von 300 bis 1600 Metern.

## Taxonomie
Die Erstbeschreibung von Erythronium hendersonii erfolgte 1887 durch Sereno Watson in Proceedings of the American Academy of Arts and Sciences. Boston, MA, Volume 22, S. 479; dort „hendersoni“ geschrieben.

## Nutzung
Der Henderson-Hundszahn wird selten als Zierpflanze für Steingärten und Gehölzränder genutzt.

## Belege
- Eckehart J. Jäger, Friedrich Ebel, Peter Hanelt, Gerd K. Müller (Hrsg.): Rothmaler Exkursionsflora von Deutschland. Band 5: Krautige Zier- und Nutzpflanzen. Spektrum Akademischer Verlag, Berlin Heidelberg 2008, ISBN 978-3-8274-0918-8.